# Setodes terminalis
Setodes terminalis là một loài Trichoptera trong họ Leptoceridae. Chúng phân bố ở vùng Indomalaya.